# تائیچی سائوتومه
تائیچی سائوتومه (انگلیسی: Taichi Saotome؛ زادهٔ ۲۴ سپتامبر ۱۹۹۱) هنرپیشه و خواننده اهل ژاپن است. وی از سال ۱۹۹۵ میلادی تاکنون مشغول فعالیت بوده‌است.
از فیلم‌هایی که وی در آن نقش داشته‌است، می‌توان به زاتوئیچی، آخرین گرگ‌ها و فورین کازان اشاره کرد.